# Ревізійна колегія
Ревізіон-колегія - центральна державна установа Російської імперії, що здійснювала контрольно -лічильні функції щодо державних фінансів Росії у XVIII столітті, утворена в 1719 в ході реформ Петра I і скасована в 1788 в результаті реформи державного управління, проведеної Катериною II.

## Історія
Після утворення в 1711 вищого органу управління — Сенату, почалося формування органів галузевого управління — колегій, які замінили систему приказів. За шведським зразком у сфері управління реформованими державними фінансами було започатковано три колегії: камер-колегія знала доходами, штатс-контор-колегія — видатками, а ревізійно-колегія — перевірками. Раніше контролем витрати державних фінансів займався Приказ лічильних справ.
У грудні 1717 затверджено штати колегії, призначено президента і віце-президента. Першим президентом колегії став князь Я. Ф. Долгорукий. Структура та порядок діловодства в колегії визначалися Генеральним регламентом, а місцем перебування колегії став Санкт-Петербург.
У грудні 1718 видано указ, який визначив функції колегії (контроль за видатком бюджетних коштів у центрі та на місцях, ревізія майна, а також доходів та видатків скарбниці з метою не допускати дефіциту державного бюджету), у 1719 розпочала свою діяльність. Попередницею колегії була Ближня канцелярія, яка не впоралася з покладеними на неї функціями фінансового контролю. Невдало складалася і робота колегії: у зв'язку з відсутністю добре налагодженої системи звітності в установах Ревізіон-колегія не змогла організувати широкомасштабний державний контроль і в 1722 з самостійного органу управління перетворена Ревізіон-контору Сенату. Але у 1725 їй повернено статус самостійної колегії.
За Петра II у 1728 колегію перемістили до Москви, але указом імператриці Анна Іоанівна у 1737 повернули до Петербурга; тоді ж оприлюднено ревізійний регламент (статут, повне зведення постанов та правил, що визначали область та порядок дії колегії). Колегія з 1737 мала контору (розміщувалася в Москві до 1763, потім - в Санкт-Петербурзі).
Щорічно отримувала фінансові документи (окладні, прибуткові та видаткові книги, рахункові виписки та ін.) з вищих та центральних установ (у 1762 Головна палацова канцелярія та її контора виключені з ведення колегії), від усіх губернаторів та провінційних воєвод, а також з полків (з 1726) і митниць (з 1763). Звіряла їх із записними книгами асигнувань Штатс-контори та окладними книгами доходів Камер-колегії.
У 1780-х у ході реформи державного управління, проведеної Катериною II, функції фінансового контролю перерозподілені між новими губернськими установами (казенними палатами), повітовими казначействами, а також відомством державного скарбника, посада якого поєднувалася з посадою генерал-прокурора. У відомстві державного скарбника утворені підрозділи Сенату: експедиція про державні доходи, експедиція про державні недоїмки та експедиція про свідчення рахунків. До останньої перейшли функції Ревізійної колегії, скасованої в 1788. Для вирішення незакінчених справ колегії залишено один з її департаментів, ліквідований доповіддю Сенату, затвердженим імператором Олександром I в 1809.